# Ranisberg
Ranisberg (735 m) – wzgórze na północnych krańcach Pogórza Gubałowskiego, wkraczające już w Kotlinę Nowotarską. Znajduje się w obrębie miejscowości Szaflary, po zachodniej stronie zakopianki. Na mapie Geoportalu opisane jest jako Raniszberg lub Ranyzberg. Znane jest także pod nazwą Szaflarska Skałka.
Niemiecko brzmiącą nazwa wzgórza tłumaczy legenda. Według niej nazwa wzgórza pochodzi od generała wojsk szwedzkich w okresie potopu szwedzkiego, który podobno uprowadził córkę sołtysa z miejscowości Maruszyna. Okoliczni chłopi na wzgórzu tym zrobili na niego zasadzkę, zabili go i pochowali. Faktycznie jednak nazwa jest starsza, bo znana była już w średniowieczu. Prawdopodobnie pochodzi od jednego z pierwszych mieszkańców Nowego Targu – osadnika niemieckiego Gerarda Ranysburga.
Wzgórze zbudowane jest z wapieni jednostki czorsztyńskiej i stanowi fragment Pienińskiego Pasa Skałkowego, a dokładniej tzw. Skalic Nowotarskich. Jest to jedno z najdalej na zachód wysuniętych wypiętrzeń tego pasma. W jego stromych zboczach znajdują się odsłonięcia wapieni krynoidowych i krasowa szczelina. Dawniej wzgórze było bezleśne, jednak w czasie II wojny światowej obsadzone zostało przez Niemców sosnami, które obecnie porastają całe wzgórze. Ze szczytu wzgórza brak widoków, przesłaniają go bowiem drzewa.
Na szczycie wzgórza znajduje się stanowisko archeologiczne – pozostałości średniowiecznego grodu z XI lub XII wieku. Archeolodzy znaleźli w nim m.in. potłuczone skorupy garnków i groty bełtów do kusz. Był to drewniany gród z murowanym zamkiem, a wybudowali go cystersi z pobliskiej miejscowości Ludźmierz. Bili w nim fałszywą monetę, za co zostali przez króla ukarani. Odebrany im przez króla gród popadł w ruinę. W okresie zaborów administracja austriacka sprzedała wzgórze prywatnym właścicielom. Ci na miejscu dawnego grodu wybudowali kaplicę i pawilon myśliwski.
W 1910 roku na pamiątkę 500 rocznicy zwycięstwa w bitwie pod Grunwaldem na szczycie wzgórza mieszkańcy Szaflar postawili żelazny, duży krzyż oraz dwa symboliczne miecze i kosę. Na pamiątkowej tablicy pod krzyżem był napis: „Za pontyfikatu papieża Jana X. Cesarz Austrii Franciszek Józef I. Biskup krakowski Adam Sapieha. Za staraniem ks. proboszcza szaflarskiego Maurycego Rottermunda krzyż postawiono na pamiątkę 500. rocznicy zwycięstwa Polaków nad Krzyżakami pod Grunwaldem dnia 10 VII 1410 (15.VII, B.S.)…” W 2010 r. krzyż odnowiono, oświetlono i wycięto kilka drzew wokół niego, dzięki czemu krzyż znów stał się widoczny.